# Julius Paulsen
Pour les articles homonymes, voir Paulsen.
Julius Paulsen (22 octobre 1860, Odense — 17 février 1940, Copenhague) est un peintre danois. Il a étudié de 1879 à 1882 à l'Académie royale des beaux-arts du Danemark où il enseignera plus tard. Il a fait partie des peintres de Skagen
Paulsen a été influencé par Rembrandt et par le salon de peinture et de sculpture. Il est connu surtout pour ses portraits.

## Enfance et scolarité
Né à Odense, Paulsen est le fil d'un commerçant. Après avoir terminé son apprentissage de peintre en bâtiment, il entre à l'Académie royale des beaux-arts du Danemark, sortant diplômé en 1882. En 1885 il voyage aux Pays-Bas, en France et en Belgique avec Viggo Johansen.

## Carrière
Paulsen peint des œuvres réalistes, symboliques et impressionnistes mais il a aussi été inspiré par l'art hollandais du XVIIe siècle comme dans sa peinture Portrætgruppe (portrait de groupe) de 1902 exposée au musée de Skagen. Paulsen est aussi associé à plusieurs peintres de Skagen qui se rassemblaient chaque été dans le nord du Jutland mais il ne se rendit pas Skagen avant 1900. Il a peint plusieurs portraits de Laurits Tuxen et de sa famille ainsi que plusieurs paysages. Son portrait de P.S. Krøyer est exposé au Musée national d'histoire du château de Frederiksborg.
De 1908 à 1920 Paulsen est professeur à l'Académie royale des beaux-arts du Danemark

## Galerie

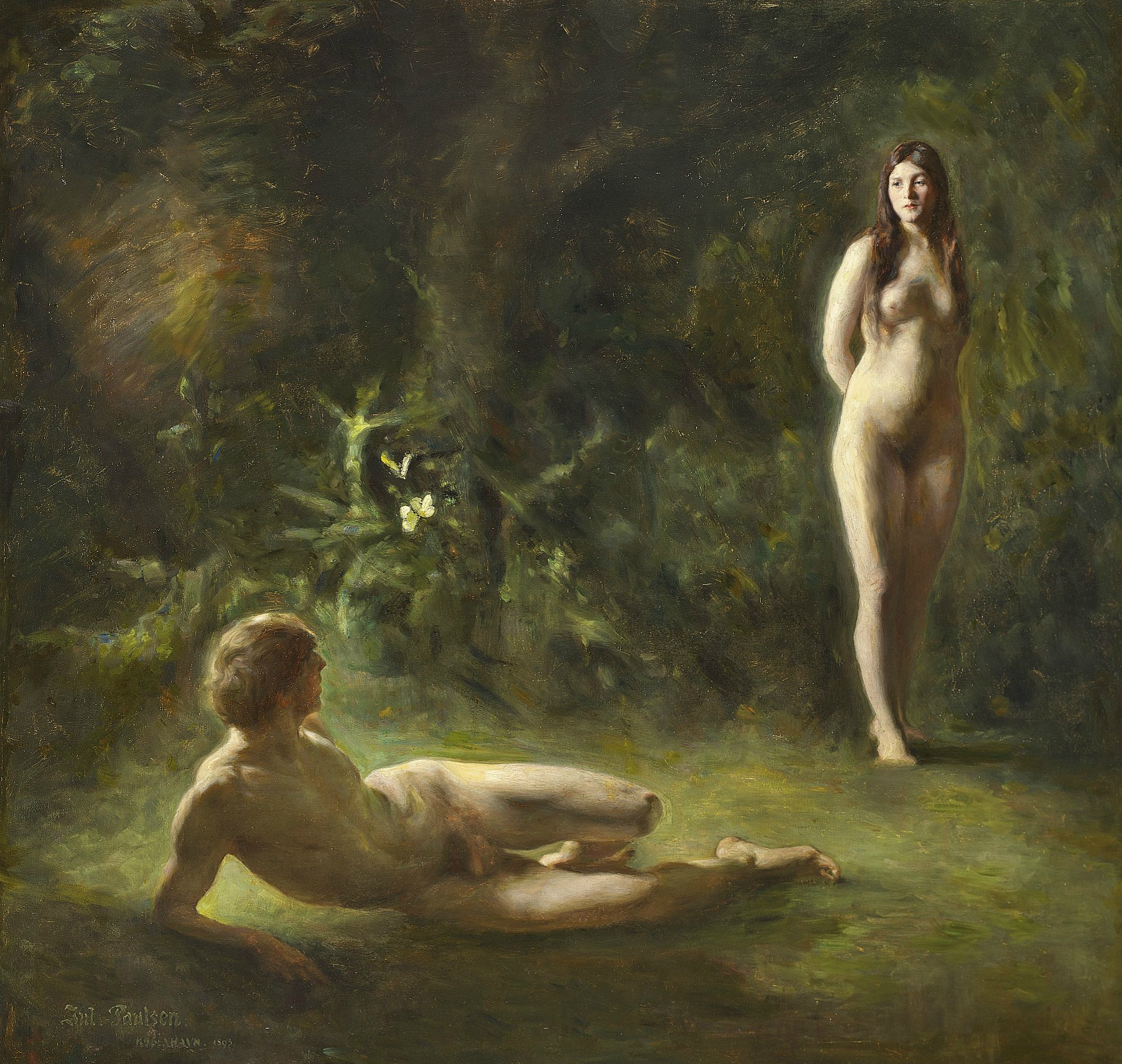
Adam et Eve
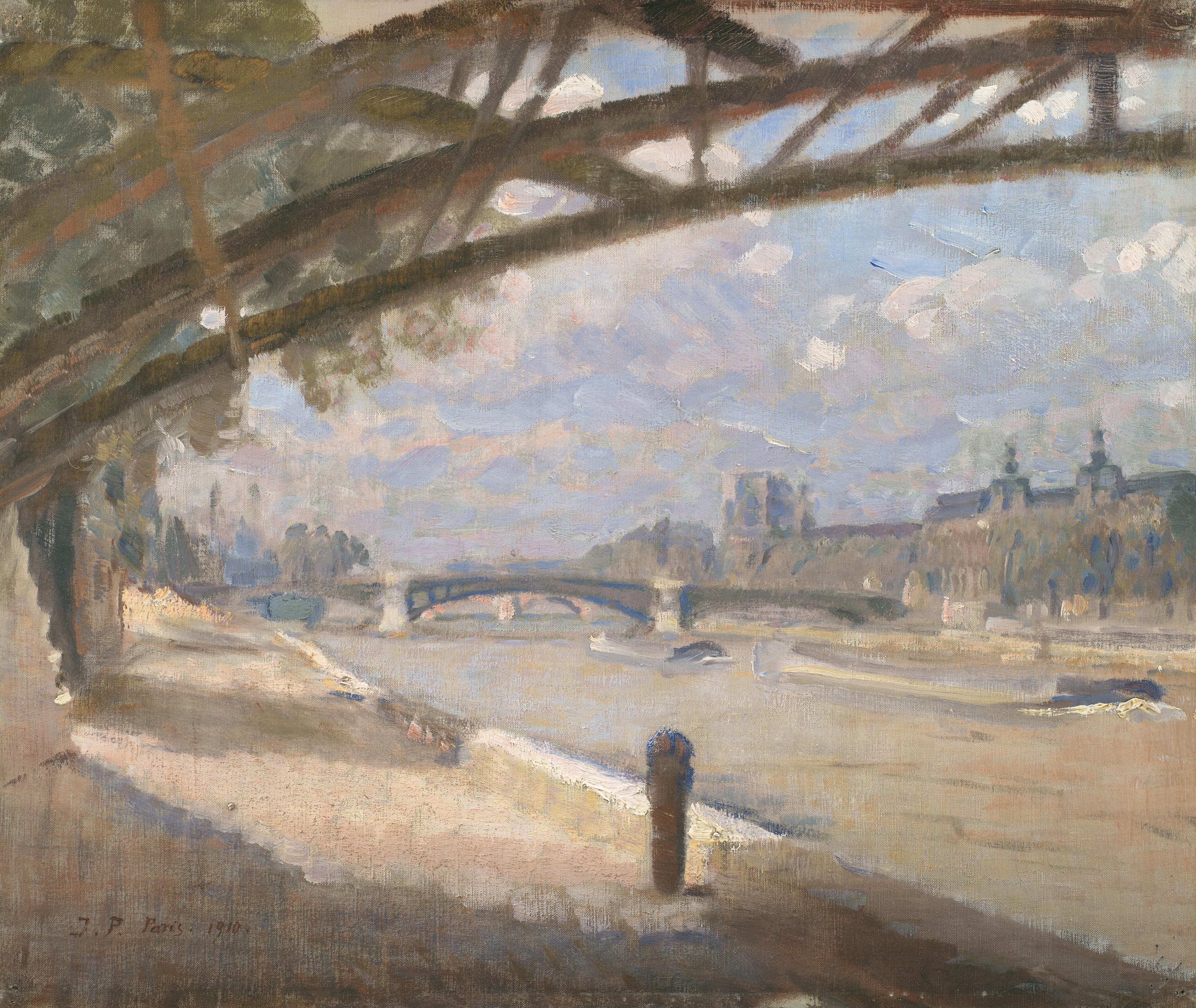
Sous le Pont des Arts